# Antropologie práva
Antropologie práva je společenská věda, která zkoumá vznik, vývoj a fungování práva v různých kulturách světa. Předmětem takto orientovaných výzkumů jsou postupy (procedury), instituce, normy a principy, které zajišťují sociální kontrolu a ovlivňují tak způsob života příslušníků dané kultury.

## Témata a výsledky
Z právních disciplín souvisí zejména s dějinami a sociologií práva. Od dějin práva se liší tím, že si všímá práva ve společnostech a kulturách, které neznaly písmo, a má tak blízko k etnologii. Významným objevem antropologie práva bylo zjištění, že i v těchto společnostech platí jakési právo. I když nebyly a nejsou organizovány ve státech a často nemají žádnou centrální moc (vládu), přece zde platí nějaké právní zásady a normy a vyskytují se zde i soudní instituce a rozhodovací postupy na nenásilné řešení, ukončování a prevenci konfliktů.
Běžné moderní výměry práva předpokládají existenci centrální moci (vlády a státu) a nepokrývají tudíž ani tak významné právní systémy minulosti, jako bylo třeba římské právo. Významný právní antropolog českého původu Leopold Pospíšil charakterizuje právo čtyřmi podstatnými rysy:
1. existence společenské autority, jejíž rozhodnutí společnost přijímá;
2. snaha o univerzální platnost výroků a rozhodnutí;
3. uznávání vzájemných závazků (princip obligace);
4. vymáhání rozhodnutí pomocí vnější sankce.

Tyto rysy se vyskytují ve všech nám známých společnostech, takže se potvrzuje Ciceronovo: „Kde je společnost, tam je i právo“.
Zdroje antropologie práva lze nalézt již v evolucionistické právní historii druhé poloviny 19. století, zejména v díle britského historika Henry S. Maina, který se zabýval raně středověkým irským a skotským právem. Zakladateli právní antropologie byli Sidney E. Hartland, Bronislaw Malinowski, Karl N. Llewellyn, Adamson E. Hoebel a Leopold Pospíšil, mezi významné právní antropology patří dále Paul J. Bohannan, Norbert Rouland a Uwe Wesel.

## V rámci Kulturní a sociální antropologie
Antropologie práva představuje jádrovou oblast kulturní a sociální antropologie, neboť právo reflektuje jako systém pravidel, který určuje, jak se lidé musejí chovat. Antropologové práva studují právo jako integrální součást společnosti a její kultury a z této perspektivy vypracovali svébytná pojetí podstaty práva, dynamiky práva, právního pluralismu a právních rovin, forem práva a jeho atributů. Významný přínos antropologie práva spočívá v obecně platném závěru, že společnosti či kultury bez práva neexistují, podobně jako neexistují společnosti bez autorit, vůdců, hierarchie či politična nebo ekonomična. Antropologové práva často dospívají též k závěru, že v řadě domněle „primitivních“ společnostech existuje právo na poměrně dosti rozvinuté úrovni, byť by nebylo sepsáno. Antropologie práva proto dnes existenci „primitivního“ práva či „společností bez práva“ pokládá v podstatě za nepravdivý mýtus.

## Vznik a vývoj
Mezi prvními antropology se právem zabývali zejména Henry James Sumner Maine, Lewis Henry Morgan či Friedrich Engels.
Výzvu k založení antropologie práva nicméně explicitně formuloval až americký právní skeptik Oliver Wendell Holmes, Jr. ve své stati “Stezka práva” (The Path of the Law) publikované v 10 Harvard Law Review 45 (1897).
Za zakládající dílo antropologie práva se nicméně pokládá teprve práce “Šajenský způsob” (The Cheyenne Way. Conflict and Case Law in Primitive Jurisprudence), poprvé publikovaná v roce 1941. Jejími autory jsou Karl N. Llewellyn a E. Adamson Hoebel. Snahy formulovat antropologickou teorii práva se objevují však i dříve v dílech jiných antropologů např.u Bronisława Kaspera Malinowskeho.
Jednou z nejzásadnějších prací v oblasti antropologie práva je nicméně "Antropologie práva: Srovnávací teorie" (Anthropology of law: a comparative theory) z roku 1971, jejímž autorem je americký antropolog českého původu Leopold Pospíšil.

## Na vysokých školách
Ve Visegradském regionu je studium antropologie práva poměrně vzácné. V českém jazyce byl publikován překlad malé učebnice Leopolda Pospíšila určené pro studenty pod názvem "Etnologie práva: Teze ke studiu práva z mezikulturní perspektivy". V současnosti je v České republice antropologie práva vyučována na Fakultě humanitních studií a v určité podobě též na Ústavu etnologie Filozofické fakulty Univerzity Karlovy v Praze.